# Pore fémoral

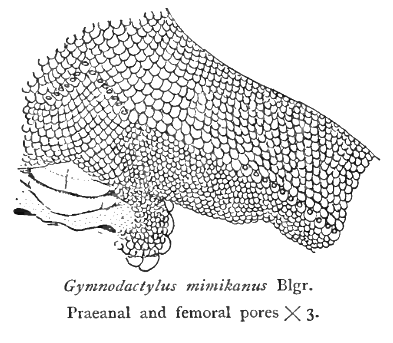
Pores fémoraux du gecko Cyrtodactylus mimikanus.

Les pores fémoraux sont une série d'orifices de la face intérieure des cuisses de certains lézards et des amphisbènes, apparaissant comme une série de petits creux suivant une ligne d'écailles, et d'où sont libérés les phéromones produites par une glande sécrétoire holocrine, ces phéromones attirant les partenaires sexuels ou servant à marquer le territoire. Selon les espèces, seuls les mâles possèdent ces pores ou les deux sexes en sont munis, ceux des mâles étant plus larges.

## Groupes concernés
Les pores fémoraux sont présents chez tous les genres des familles des Cordylidae, des Crotaphytidae, des Hoplocercidae, des Iguanidae, des Phrynosomatidae et des Xantusiidae. Ils sont absents chez les Anguidae, Chamaeleonidae, Dibamidae, Helodermatidae, Scincidae, Xenosauridae et les Varanidae. Ils sont présents de façon variable chez d'autres lézards et amphisbènes, comme chez certains geckos, les Phelsuma en étant munis alors que d'autres genres de la même famille n'en ont pas.
Chez certaines espèces (chez certains geckos par exemple), les femelles n'ont pas de pores. Chez la plupart des familles de lézards ayant des pores fémoraux, les deux sexes en sont pourvus, mais ceux des mâles sont généralement plus importants que ceux des femelles de même taille et de même âge. Ce dimorphisme sexuel est utilisé pour déterminer le sexe de l'animal.

## Rôle des sécrétions
Chez l'iguane du désert (Dipsosaurus dorsalis), les lipides cireux relâchés par les pores fémoraux absorbent la lumière ultraviolette, information visuelle que peuvent exploiter les espèces sensibles à ces longueurs d'onde. D'après des expériences menées sur l'iguane vert (Iguana iguana), la variation des substances sécrétées par ces pores peut permettre de déterminer l'âge, le sexe et l'identité individuelle de l'animal étudié. Le gecko léopard mâle (Eublepharis macularius) goûte ces sécrétions par de petits coups de langue et s'il reconnait un autre mâle, il adopte un comportement agressif.